# Тисовица (Зелениково)
Тисовица (мкд. Тисовица) је насеље у Северној Македонији, у северном делу државе. Тисовица припада општини Зелениково, која окупља југоисточна предграђа Града Скопља.

## Географија
Тисовица је смештена у северном делу Северне Македоније. Од најближег већег града, Скопља, насеље је удаљено 40 km југоисточно.
Насеље Тисовица је у оквиру историјске области Торбешија, која се пружа јужно од Скопског поља. Насеље је смештено у долини Кадине реке, притоке Вардара. Северно од насеља се издиже планина Китка, а јужно Голешница. Надморска висина насеља је приближно 630 метара.
Месна клима је континентална.

## Становништво
Тисовица је према последњем попису из 2002. године имала 53 становника.
Претежно становништво у насељу су Албанци (100%).
Већинска вероисповест је ислам.